# Duško Valentić
Duško Valentić (Pančevo, 31. januar 1950 — Zagreb, 9. jun 2024) bio je hrvatski pozorišni i filmski glumac.

## Biografija
Školovao se u Zagrebu. Najpoznatiji je po ulozi Papundeka u Velom Mistu, te drugim ulogama u pozorištima Gavella i Teatru ITD, među kojima su: Erich u „Bečkim šumama“; Sebastian „Na tri kralja“; Robespierre u „Dantonovoj smrti“, Knez Miškin u „Idiotu“, Grga Čokolin u „Zlatarevom zlatu“, Grošičar u „Careva Kraljevna“, i desetine drugih.
Svoju filmsku karijeru započinje ulogom u seriji „Kuda idu divlje svinje“ (1971), a zatim 1978.. sledi Galićev film „Tomo Bakran“, i nakon toga „Novinar“ (1979), uloga Lojzeka u „Horvatovom izboru“ i, poslednja (1993) uloga Žgolje u filmu „Vrijeme za...“. U Jugoslaviji ostao je zapamćen kao sinhronizator TV Zagreb koji je pozajmio glas Hi Menu u crtanoj seriji Hi-Men i Gospodari svemira.
U novije vreme (2007) pojavljivao se u gostujućim ulogama u humorističkim serijama „Bibin svijet“ i „Naša mala klinika“. Iste godine dobija svoju prvu ulogu u jednoj telenoveli - tumači oca Vilka Oreškovića (Amar Bukvić) u „Ponos Ratkajevih“. 2008. ponovo utelotvorava lika u jednoj telenoveli, Josipa Augustinčića u Sve će biti dobro.

## Filmografija

### Televizijske uloge
- „Sve će biti dobro“ kao Josip Augustinčić (2008 — 2009)
- „Ponos Ratkajevih“ kao Mijo Orešković (2007.-2008)
- „Zavera“ kao predsjednik RH (2007)
- „Cimmer fraj“ kao doktor (2007)
- „Bibin svijet“ kao Ladislav „Laci“ Svedružić (2007)
- „Naša mala klinika“ kao sudski izvršitelj (2007)
- „Dirty Dozen: The Series“ kao Paul (1988)
- „Putovanje u Vučjak“ kao Lojzek (1986)
- „Velo misto“ kao Papundek (1981)
- „Kuda idu divlje svinje“ (1971)

### Filmske uloge
- „Vrijeme za...“ kao Žgoljo (1993)
- „The Sands of Time“ kao bankar (1992)
- „Fatal Sky“ kao kontrolor leta (1990)
- „Just Another Secret“ (1989)
- „The Great Escape II: The Untold Story“ kao Breslau (1988)
- „Intrigue“ kao policijski časnik (1988)
- „Honor Bound“ kao vozač (1988)
- „Transilvanija 6-5000“ (1985)
- „Horvatov izbor“ kao Lojzek (1985)
- „Novinar“ (1979)
- „Tomo Bakran“ (1978)

## Spoljašnje veze
- Duško Valentić na sajtu  (jezik: engleski)